# Laurine Lugon-Moulin
Laurine Lugon-Moulin (Sallanches, 9 marzo 2001) è una sciatrice alpina francese.

## Biografia
Specialista delle prove tecniche originaria di Chamonix e attiva dal novembre del 2017, Laurine Lugon-Moulin ha esordito in Coppa Europa il 23 febbraio 2020 a Folgaria in slalom gigante e in Coppa del Mondo il 16 gennaio 2024 a Flachau in slalom speciale, in entrambi i casi senza completare la prova; non ha preso parte a rassegne olimpiche o iridate.

## Palmarès

### Coppa Europa
- Miglior piazzamento in classifica generale: 89ª nel 2025

### South American Cup
- Miglior piazzamento in classifica generale: 20ª nel 2024
- 1 podio:
  - 1 vittoria

#### South American Cup - vittorie
| Data           | Località       | Paese     | Specialità |
| -------------- | -------------- | --------- | ---------- |
| 26 agosto 2023 | Cerro Catedral | Argentina | GS         |

Legenda:

GS = slalom gigante

### Campionati francesi
- 1 medaglia:
  - 1 bronzo (slalom speciale nel 2024)